# KSV Bavaria Waldaschaff
Der KSV "Bavaria" Waldaschaff (Kraft- und Sportverein "Bavaria" Waldaschaff) ist ein deutscher Ringerverein aus Waldaschaff.

## Historie
1927 wurde in einem Gasthaus der KSV "Bavaria" Waldaschaff gegründet. Er bestand bis 1933 und wurde dann von der damaligen Regierung verboten und nach dem Krieg 1946 neu gegründet. Ende der 1950er Jahre stieg die erste Ringermannschaft in die Landesliga Hessen auf und wurde durch überragende Leistungen in die Oberliga eingestuft. Von 1965 bis 1968 rang der KSV Waldaschaff dann in der 1. Bundesliga. 1991 wurde der KSV Oberliga-Meister. Es folgte der Aufstieg in die 2. Bundesliga. Dort konnte sich der KSV vier Jahre lang halten. Bis 1995, dann verließ der Verein aus wirtschaftlichen Gründen die 2. Bundesliga Mitte. Aktuell (2015) kämpft der KSV "Bavaria" Waldaschaff in der Oberliga Hessen. Neben der Ringerabteilung besteht seit 2010 noch eine Abteilung Radsport.
| Ringen: Platzierungen seit 2006 | Ringen: Platzierungen seit 2006    | Ringen: Platzierungen seit 2006 | Ringen: Platzierungen seit 2006 |
| ------------------------------- | ---------------------------------- | ------------------------------- | ------------------------------- |
| 2006                            | Oberliga Hessen                    | 5. Platz (von 10)               |                                 |
| 2007                            | Oberliga Hessen                    | 5. Platz (von 10)               |                                 |
| 2008                            | Oberliga Hessen                    | 7. Platz (von 9)                |                                 |
| 2009                            | Oberliga Hessen                    | 5. Platz (von 9)                |                                 |
| 2010                            | Oberliga Hessen                    | 2. Platz (von 10)               |                                 |
| 2011                            | Oberliga Hessen                    | 7. Platz (von 10)               |                                 |
| 2012                            | Oberliga Hessen                    | 3. Platz (von 10)               |                                 |
| 2013                            | Oberliga Hessen                    | 4. Platz (von 10)               |                                 |
| 2013                            | Gruppenliga Hessen (2. Mannschaft) | 5. Platz (von 7)                |                                 |
| 2013                            | Jugendliga Hessen                  | 3. Platz (von 5) (Gruppe B)     |                                 |
| 2014                            | Oberliga Hessen                    | 5. Platz (von 10)               |                                 |
| 2014                            | Gruppenliga Hessen (2. Mannschaft) | 9. Platz (von 9)                |                                 |
| 2014                            | Jugendliga Hessen                  | 2. Platz (von 5) (Gruppe A)     |                                 |

### Ehemalige
Bekannte ehemalige Ringer sind der mehrfache Hessenmeister und 5. der Deutschen Meisterschaft 1965 Peter Stegmann, sowie Norbert Brehm, mehrmaliger Hessenmeister und Mitglied der deutschen Ringernationalmannschaft.